# 쓰쿠이 다쿠미
쓰쿠이 다쿠미(일본어: 津久井 匠海, 2002년 4월 30일~)는 일본의 축구 선수이다.

## 구단 경력
그는 2020년 J1리그의 요코하마 F. 마리노스에 입단했다. 2021년부터 2022년까지 일본 풋볼 리그의 라인미어 아오모리에서 뛰었다. 2023년 J3리그의 아술 클라로 누마즈로 이적했다. 2024년까지 67경기에 출전하여, 11득점을 넣었다. 2025년 J2리그의 미토 홀리호크로 이적했다.